# Franz Schlunk

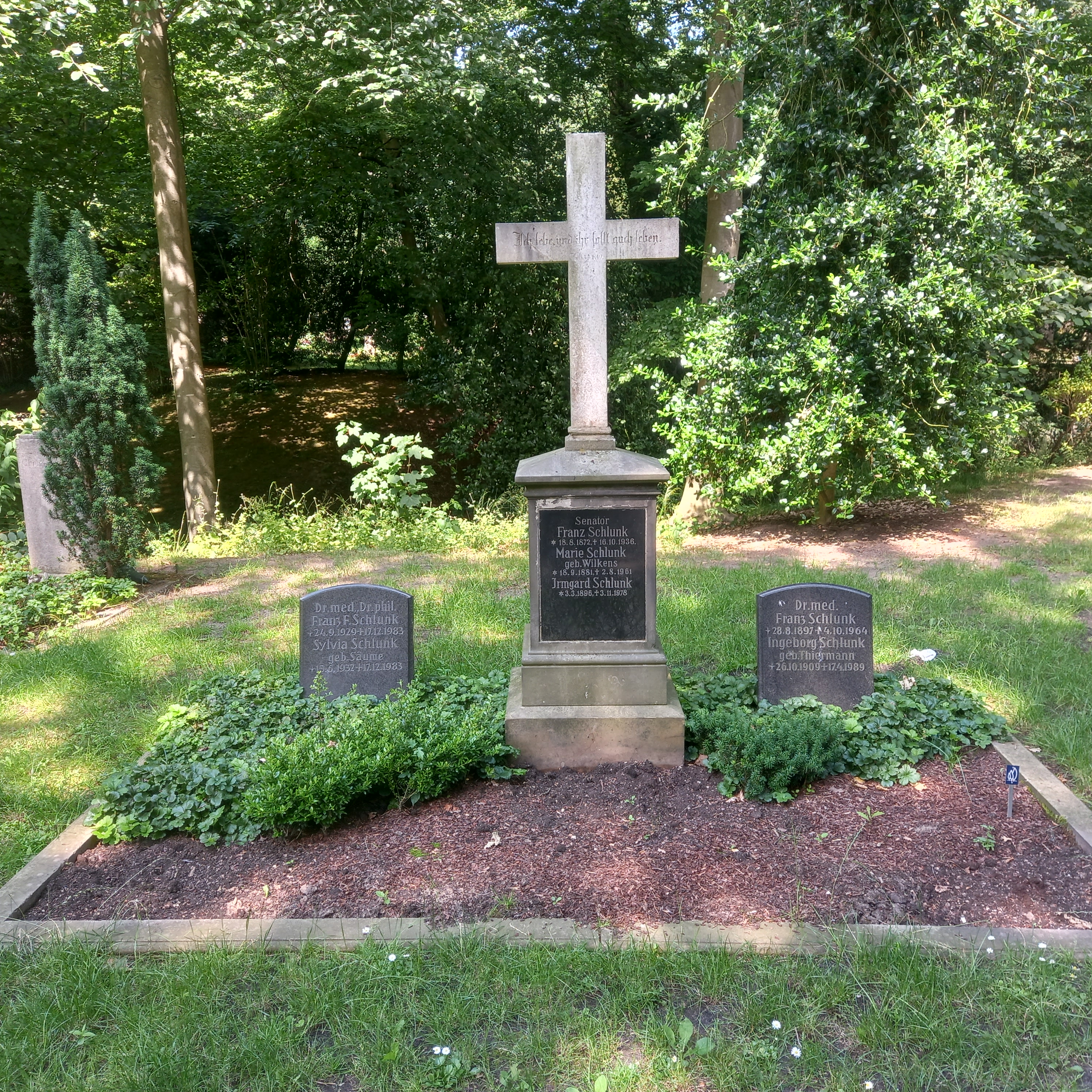
Das Grab von Franz Schlunk und seiner Ehefrau Marie geborene Wilkens im Familiengrab auf dem Riensberger Friedhof in Bremen

Carl Albert Franz Schlunk (* 18. August 1872 in Bremen; † 16. Oktober 1936 ebenda) war ein deutscher Kaufmann, Politiker (CSP, DNVP) und Bremer Senator.

## Biografie

### Familie, Ausbildung und Beruf
Schlunk war der Sohn eines Kaufmanns. Nach dem frühen Tod des Vaters wuchs er in einer Pastorenfamilie in Oerlinghausen auf. Er absolvierte eine kaufmännische Lehre in Berlin. Im kaufmännischen Bereich war er ein Jahrzehnt in Indien tätig. 1903 kehrte er nach Bremen zurück. Zusammen mit Rudolph Gildemeister gründete er die Firma Gildemeister & Schlunk, deren Alleininhaber er ab 1906 war. Er war in der Friedenskirche in Bremen in der Humboldtstraße sehr aktiv.
Er war verheiratet; der Arzt und Politiker Franz Schlunk war sein Sohn.

### Politik
Schlunk wurde Mitglied der Christlich-Sozialen Partei (CSP), einer christlich-konservativen und antisemitischen Partei im deutschen Kaiserreich. Bei den Reichstagswahlen von 1912 erhielt er nur wenige Stimmen. Nach dem Ersten Weltkrieg wurde er Vorsitzender der rechtskonservativen Deutschnationale Volkspartei (DNVP) in Bremen und dann auch im Wahlkreis Weser-Ems. 1922 trat er vom Vorsitz nach einem Streit mit dem radikalen, antisemitischen Flügel der Partei zurück. Er war seit 1920 Mitglied der Bremischen Bürgerschaft. Am 30. Januar 1925 wurde er im Kabinett von Martin Donandt Mitglied im Senat der Freien Hansestadt Bremen. Bereits am 10. Februar 1928 trat er wieder zurück. 1930 verließ er die DNVP und trat in die Konservative Volkspartei ein, eine gemäßigt-rechte Absplitterung von der DNVP, welche die Zusammenarbeit mit der NSDAP missbilligte. 1933 endete deshalb seine politische Tätigkeit. 1930 hatte er sich zudem aus seiner Firma zurückgezogen.